# Penicillium expansum
Espèce
Penicillium expansum est une espèce de champignons microscopiques du genre Penicillium.
C'est un agent de pourriture des fruits (surtout les pommes et les poires). Il peut produire une mycotoxine, la patuline. Cette espèce peut contaminer les jus de fruits et les compotes.